# Brunton Park
Brunton Park is een voetbalstadion in de Engelse stad Carlisle dat als thuisbasis voor de voetbalclub Carlisle United dient. Het stadion biedt plaats aan 16.981 toeschouwers. Het beschikt over de volgende tribunes:
- De hoofdtribune aan de westzijde is een tribune uit 1954 met twee verdiepingen: op de onderste verdieping bevinden zich staplaatsen en daarboven overdekte zitplaatsen.
- De Story Homes Stand aan de oostzijde is een nieuwe overdekte tribune met alleen maar zitplaatsen. Het noordelijke deel ervan wordt gebruikt om fans van bezoekende teams te huisvesten. Het midden van de tribune bevindt zich niet geheel in het midden van het veld, en aan de noordzijde reikt de hij tot ver achter de achterlijn. De reden hiervoor is, dat Carlisle United plannen had om het veld 20 meter naar het noorden te verplaatsen om plaats te maken voor een nieuwe tribune in het zuiden. Van deze plannen is tot nu toe nog niets terechtgekomen.
- De Warwick Road End aan het zuidelijke uiteinde is een overdekte statribune.
- De Petteril End is een niet-overdekte statribune aan het noordelijke einde, die ook wordt gebruikt voor fans van bezoekende teams.